# Mitsubishi Lancer Evolution
O Lancer Evolution, (também apelidado de Lancer Evo) é um sedan de alto desempenho baseado no Mitsubishi Lancer que foi fabricado pela Mitsubishi Motors entre 1992 e 2016. Das dez versões fabricadas, todas utilizam um motor de 2 litros, com turbo e tração nas quatro rodas. Cada versão é numerada com números romanos, mas não necessariamente sendo uma nova geração. Os modelos japoneses têm restrição de potência, para obedecer as leis locais. Já as versões disponíveis em alguns outros mercados, como por exemplo o Reino Unido, têm a potência original (sem a limitação de potência), atingindo até 450 cv. Foi 4 vezes campeão do WRC (World Raly Championship) em 1996, 1997, 1998 e 1999, e 10 vezes campeão do P-WRC (Production Car World Rally Championship), em 1995, 1996, 1997, 1998, 1999, 2000, 2001, 2008, 2009 e 2010.
O Lancer Evolution foi originalmente destinado apenas para o mercado japonês, mas com a demanda do mercado cinza, começou a ser vendido no Reino Unido e em vários mercados europeus a partir de 1998. A Mitsubishi decidiu exportar a 8ª versão do Lancer Evolution para os  Estados Unidos em 2003, depois de notar que o Subaru Impreza WRX STI, seu rival, teve sucesso nesse mercado.
A décima e última versão do Lancer Evolution foi lançada no Japão em 2007 e em mercados do exterior em 2008, até deixar de ser fabricado em 2015 por decisão da Mitsubishi.

## Lancer Evolution I
Foi lançado em setembro de 1992 com o World Rally Championship (WRC) como meta. Popularmente chamado de "Evo Original".
O primeiro Lancer Evolution tinha um motor DOHC 2.0L de 4 cilindros em linha, 16 válvulas com turbo, também utilizado pelo Mitsubishi Gallant VR-4. O chassi era o mesmo do Lancer. Com a velocidade máxima de 228 km/h, torque de 31,4 kfg.m e 250 cv distribuído nas 4 rodas, conseguia alcançar velocidades superiores comparado aos outros modelos de sua classe. Foi vendido nas versões GSR e RS. A versão GSR é um modelo adaptado para rua e conforto, incluindo um sistema digital de climatização. Já a versão RS é uma versão mais esportiva e mais simples, que não tinha vidros elétricos, freios ABS e limpadores traseiros, o que diminuía 70 kg comparados a versão GSR; era equipado com um diferencial mecânico LSD traseiro. A versão GSR do Evolution I foi a única produzida com um diferencial LSD viscoso. Os outros modelos foram lançados com diferencial LSD traseiro mecânico. Foram produzidos aproximadamente 5 000 unidades.
- Versões: GSR/RS
- 0 a 100 em 5,7s
- Cilindrada: 1 997 cc
- Compressão: 8,5:1
- Potência: 250 cv @ 6 000 rpm
- Torque: 31,4 kgf.m @ 3 000 rpm
- Velocidade máxima: Limitado a 180 km/h; sem limitador, 228 km/h
- Pneus: 195/55 R15
- Tração: Integral 4WD com o centro unidade de acoplamento viscoso
- Suspensão: Dianteira: Suporte MacPherson, molas helicoidais e barra estabilizadora. Traseira: Multi-link com montagem Pillowball, molas helicoidais e barra estabilizadora
- Freios: Frontais: Disco ventilado com 2 pistões e ABS Traseiros: Disco sólido com 1 pistão

### Relação de marchas
| Marcha  | 1     | 2     | 3     | 4     | 5     | Final | Ré    |
| ------- | ----- | ----- | ----- | ----- | ----- | ----- | ----- |
| Relação | 2,571 | 1,600 | 1,160 | 0,862 | 0,617 | 5,433 | 3,166 |

## Lancer Evolution II
Em dezembro de 1993 com poucas modificações, sai o Lancer Evolution II. As mudanças consistiam principalmente na melhoria de estabilidade, distância entre eixos maiores, um spoiler maior e mais alto, as relações de câmbio e as geometrias da suspensão foram modificadas, houve acréscimo de 10 cv (para 260 cv) e os pneus ficaram 10 mm maiores.
- Versões: GSR/RS
- Cilindrada: 1 997 cc
- Compressão: 8,5:1[5]
- Potência: 260 cv @ 6 000 rpm
- Velocidade máxima: Limitado a 180 km/h
- Pneus: 205/60 R15
- Tração: Integral 4WD com o centro unidade de acoplamento viscoso
- Suspensão: Dianteira: MacPherson, molas helicoidais e barra estabilizadora. Traseira: Multi-link molas heleicodais e barra estabilizadora
- Freios: Frontais: Discos ventilados com 2 pistões e ABS Traseiros: Discos sólidos com 1 pistão

### Relação de marchas
A relação de marchas é igual com a do Evolution I.

## Lancer Evolution III
A terceira geração do Lancer Evolution foi lançada em fevereiro de 1995, tendo o exterior ligeiramente modificado para maior aerodinâmica. A frente foi remodelada para melhorar o fornecimento de ar para o radiador. Toda mecânica foi modificada para maior desempenho. O motor, melhorado, teve maior taxa de compressão. A potência subiu para 270 cv (aumento de 10 cv) e torque também foi elevado para 31,5 kgf.m a 3 000 rpm. Colocado também um novo compressor, novos freios e um novo grande spoiler traseiro. Foram fabricadas 10 431 unidades.
- Versões: GSR/RS
- Cilindrada: 1 997 cc
- Compressão: 8,8:1
- Potência: 270 cv @ 6 250 rpm
- Torque: 31,5 kgf.m @ 3 000 rpm
- Velocidade máxima: Limitado a 180 km/h
- Pneus: 205/60 R15
- Tração: Integral 4WD com o centro unidade de acoplamento viscoso
- Suspensão: Dianteira: MacPherson, molas helicoidais e barra estabilizadora. Traseira: Multi-link molas heleicodais e barra estabilizadora
- Freios: Frontais: Discos ventilados com 2 pistões e ABS Traseiros: Discos sólidos com 1 pistão

### Relação de marchas
A relação de marchas é igual com a do Evolution I e II.

## Lancer Evolution IV
Em maio de 1996, é lançado o Lancer Evolution IV, que já se tornou mais popular, contando com grandes mudanças estruturais (chassi novo, nova plataforma, maior comprimento, aumento de peso, e suspensão rebaixada). O motor DOHC 4G63 foi girado 180° para equilibrar o peso e foi revisto para disponibilizar 280 cv a 6 500 rpm (aumento de 10 cv) e 36,0 kgf.m a 3 000 rpm. Também com nova caixa de câmbio e relações de marcha. Também foi colocado um novo turbocompressor. Pela primeira vez no modelo é colocado o controle eletrônico AYC (Active Yaw Control), um diferencial traseiro ativo, que melhorava seu comportamento em todo tipo de terreno. Nova suspensão traseira Multilink, a suspensão dianteira foi revista, freios maiores e amortecedores mais largos. Assim, foram vendidas aproximadamente 6 000 unidades, mas este número ampliou-se mais 4 000 unidades por causa da demanda (total de 10 000 unidades produzidas). Duas versões foram disponibilizadas, a RS e a GSR. A versão RS foi produzida com um diferencial LSD na frente e atrás, já a versão GSR vinha com o novo dispositivo Active Yaw Control da Mitsubishi. Mesmo com a tentativa de reduzir o peso, a nova geração é um pouco mais pesada que a versão anterior devido a adição de mais sistemas, pesando 1 260 kg (versão RS) e 1 345 kg (versão GSR). Parte das melhorias técnicas para essa geração também foram utilizadas na segunda geração do Mitsubishi RVR vendido apenas no Japão.
- 0 a 100 em 5.5 s
- Versões: GSR/RS
- Cilindrada: 1 997 cc
- Compressão: 8,8:1
- Potência: 280 cv @ 6 500 rpm
- Velocidade máxima: Limitado a 180 km/h
- Pneus: 205/50 R16
- Tração: Integral 4WD com centro unidade de acoplamento viscoso e Active Yaw Control
- Suspensão: Dianteira: MacPherson, molas helicoidais e barra estabilizadora Traseira: Multi-link molas heleicodais e barra estabilizadora.
- Freios: Frontais: Discos 294mm ventilados com 2 pistões e ABS Traseiros: Discos 284mm ventilados com 1 pistão

### Relação de marchas
| Marcha  | 1     | 2     | 3           | 4           | 5           | Final       | Ré    |
| ------- | ----- | ----- | ----------- | ----------- | ----------- | ----------- | ----- |
| Relação | 2,785 | 1,950 | 1,407/1,444 | 1,031/1,096 | 0,761/0,825 | 4,529/4,875 | 3,416 |

## Lancer Evolution V
Em janeiro de 1998 é lançado o Lancer Evolution V, sob a plataforma do Evolution IV, que acaba ganhando o seu segundo Campeonato Mundial. A Mitsubishi teve que alargar a carroceria do Lancer Evolution para ele continuar a competir no Grupo A do WRC, já que ele tinha resultados satisfatórios. Sua potência foi mantida, os conhecidos 280 cv (devido às leis de potência no Japão), mas foi reconfigurado e melhorou o sistema de turbo, aumentando o torque para 38,0 kgf.m a 3 000 rpm. Conta com novas rodas de 17", e pela primeira vez um modelo Lancer Evolution recebe freios Brembo para melhorar a frenagem (4 pinças na frente e 2 atrás). A suspensão recebeu uma nova configuração, com amortecedores invertidos. Foi também retirado o sistema AYC, e no lugar foi colocado o sistema LSD helicoidal.
O interior também foi melhorado na versão GSR, um novo spoiler traseiro de alumínio ajustável para aumentar o downforce, juntamente com o diâmetro da roda, que subiu de 16″ para 17″ por conta dos novos freios Brembo. O motor foi reforçado em algumas áreas e os pistões ficaram mais leves. Foram fabricadas 8 007 unidades.
- 0 a 100 km/h: 5,3 s
- 1 000 m: 24,14 s
- Versões: GSR/RS
- Cilindrada: 1 997 cc
- Compressão: 8,8:1
- Potência: 280 cv @ 6 500 rpm
- Velocidade máxima: Limitado a 180 km/h
- Pneus: 225/45R17 - 205/50R16
- Tração: Integral 4WD com centro unidade de acoplamento viscoso e Active Yaw Control
- Suspensão: Dianteira: MacPherson, molas helicoidais e barra estabilizadora Traseira: Multi-link molas heleicodais e barra estabilizadora.
- Freios: Frontais: Discos Brembo 320mm ventilados com 4 pistões e ABS ou Discos 294mm ventilados com 2 pistões e ABS Traseiros: Discos Brembo 300mm ventilados com 1 pistão ou Discos 284mm ventilados com 1 pistão

### Relação de marchas
| Marcha  | 1     | 2     | 3           | 4           | 5           | Final       | Ré    |
| ------- | ----- | ----- | ----------- | ----------- | ----------- | ----------- | ----- |
| Relação | 2,785 | 1,950 | 1,407/1,444 | 1,031/1,096 | 0,761/0,825 | 4,529/4,875 | 3,416 |

## Lancer Evolution VI
O Lancer Evolution VI foi lançado em janeiro de 1999, ganhando o mundial de pilotos pela quarta vez e ganhando o segundo título de construtores. Para homenagear Tommi Mäkinen, que conseguiu ganhar 4 campeonatos consecutivos do WRC, foi feita uma versão especial: Lancer Evolution VI T.M. SCP, lançada em dezembro de 1999 com limitadas 2 500 unidades e com melhorias aerodinâmicas e visuais.
As principais mudanças foram aerodinâmicas, além de utilizar pistões mais leves e com canais de refrigeração, pulverizador de óleo, aumento de volume na passagem pelo radiador do óleo, turbocompressor de titânio, diâmetro de entrada do compressor aumentado para 64 mm (antes eram 56 mm), novo relé do controle do eletro-ventilador, intercooler ampliado, braços inferiores da suspensão dianteiros redesenhados, braços da suspensão traseira em alumínio, além do reforço de 130 pontos de solda adicionais. A potência se manteve em 280 cv e o torque foi aumentado para 38,1 kgf.m. Foram fabricadas 8 391 unidades.
- Versões: GSR/RS
- 0 a 100 km/h: 5,0 s
- 1 000 m: 20,77 s
- Cilindrada: 1 997 cc
- Compressão: 8,8:1
- Potência: 280 cv @ 6 500 rpm
- Velocidade máxima: Limitado a 180 km/h
- Pneus: 225/45 R17 - 205/50 R16
- Tração: Integral 4WD com centro unidade de acoplamento viscoso e Active Yaw Control
- Suspensão: Dianteira: MacPherson, molas helicoidais e barra estabilizadora Traseira: Multi-link molas heleicodais e barra estabilizadora
- Freios: Frontais: Discos Brembo 320mm ventilados com 4 pistões e ABS ou Discos 294mm ventilados com 2 pistões e ABS Traseiros: Discos Brembo 300mm ventilados com 1 pistão ou Discos 284mm ventilados com 1 pistão

### Relação de marchas
| Marcha  | 1     | 2     | 3           | 4           | 5           | Final       | Ré    |
| ------- | ----- | ----- | ----------- | ----------- | ----------- | ----------- | ----- |
| Relação | 2,785 | 1,950 | 1,407/1,444 | 1,031/1,096 | 0,761/0,825 | 4,529/4,875 | 3,416 |

## Lancer Evolution VII
Em fevereiro de 2001, a Mitsubishi foi forçada pela FIA para competir no WRC em vez do Grupo A. Assim, foi lançado o Lancer Evolution VII com grandes mudanças visuais e estruturais, suspensão e novo controle de tração. A Mitsubishi resolveu colocar o ACD (Active Center Differential), que, diferente do AYC, permitia um controle mais coordenado. Para-lamas alargados, pneus Michelin Pilot Sport 235/45 foram adicionados. A asa traseira, agora com regulagem, servia para aumentar o downforce quando necessário. A parte mais modificada foi o interior, aumentando o acabamento.
Em janeiro de 2002 foi lançado o primeiro Lancer Evolution com transmissão automática, com o nome Lancer Evolution VII GT-A, com 272 cv, podendo ter transmissão automática ou semiautomática. Produzido apenas em 2002, esse modelo contou com rodas diferenciais e novo spoiler traseiro (mais tarde utilizado no Lancer Evolution VIII), além de outras modificações. A característica mais marcante era o capô liso, o que piorava a refrigeração do motor, porém tornava a rodagem em alta velocidades mais silenciosa, além de melhorar a aerodinâmica.
A caixa automática de 5 velocidades era chamada de "fuzzy logic" porque o carro iria "aprender" o modo de conduzir do motorista e acertar a hora das trocas de marcha de acordo com seu estilo de condução. A caixa de velocidades do GT-A não apareceu novamente no VIII, mas foi instalada na versão Perua do Evolution IX. Foi substituída pela transmissão SST de dupla embreagem no Evolution X.
- Versões: GSR/RS/GT-A
- Cilindrada: 1 997 cc
- Compressão: 8,8:1
- Potência: 280 cv @ 6 500 rpm (272 cv @ 6 500 rpm no modelo GT-A)
- Velocidade máxima: Limitado a 180 km/h
- Pneus: 235/45 R17 - 205/50 R16
- Tração: Integral 4WD com centro unidade de acoplamento viscoso e Active Center Differential
- Suspensão: Dianteira: MacPherson com amortecedor invertido, barra estabilizadora e braços de alumínio Traseira: Multi-link com montagens tipo Pillowball, barra estabilizadora e braços de alumínio forjado
- Freios: Frontais: Discos Brembo 320mm ventilados com 4 pistões e ABS ou Discos 294mm ventilados com 2 pistões e ABS Traseiros: Discos Brembo 300mm ventilados com 1 pistão ou Discos 284mm ventilados com 1 pistão

### Relação de marchas
| Marcha                  | 1           | 2     | 3           | 4           | 5           | Final | Ré    |
| ----------------------- | ----------- | ----- | ----------- | ----------- | ----------- | ----- | ----- |
| Relação (Modelo GSR/RS) | 2,928/2,785 | 1,950 | 1,407/1,444 | 1,031/1,096 | 0,761/0,825 | 4,529 | 3,416 |
| Relação (Modelo GT-A)   | 3,789       | 2,057 | 1,421       | 1,000       | 0,731       | 4,529 | 3,865 |

## Lancer Evolution VIII
O Lancer Evolution VIII foi lançado em janeiro de 2003 com pequenas modificações no design exterior, mantendo a base. O torque subiu para 40,0 kgf.m. O sistema de freio tinha pinças Brembo e vinha com discos ventilados nas quatro rodas. Os amortecedores eram Bilstein, com transmissão manual de 5 velocidades e 280 cv. As vendas nos Estados Unidos estavam muito boas, e estava disponível em 4 versões: a GSR clássica do Japão, a RS com transmissão manual de 5 velocidades e menos acessórios (não tinha vidros elétricos, travas elétricas nem rádio), a SSL (com teto solar e bancos de couro) e a MR, lançada em fevereiro 2004 com LSD dianteiro revisado, rodas de 17 polegadas da BBS, teto de alumínio e transmissão manual de 6 velocidades.
O Lancer Evolution VIII MR contava com amortecedores Bilstein de alta aderência para melhorar a dirigibilidade. O teto de alumínio reduziu o centro de gravidade. No Reino Unido, muitas variantes do MR foram produzidas, incluindo a FQ300, FQ320, FQ340, e FQ400. Elas vieram com 309, 329, 350, e 411 cv respectivamente.
O FQ400, vendido pela Ralliart do Reino Unido, conta com 411 cavalos em um motor 2 litros, ou seja, com potência específica de 205.5 cavalos por litro, um dos números mais altos já vistos em um automóvel de produção. Isso foi o resultado de modificações especiais de várias empresas especializadas diferentes. O programa de TV Top Gear demonstrou que o FQ400 conseguia acompanhar um Lamborghini Murciélago na pista de testes. O Stig cravou uma volta na pista em 1:24,8 (volta em pista úmida), 1,1 segundo mais lento que o Lamborghini, que fez em 1:23,7 (volta em pista seca). Em um teste similar realizado pela Revista Evo, o FQ400 fez uma volta mais rápida no circuito de Bedford que um Audi RS4 e um Porsche 911 Carrera 4S.
O Evolution VIII também foi o primeiro Lancer Evolution a ser vendido nos Estados Unidos, tendo em vista o sucesso do rival Subaru Impreza WRX STi, que foi lançado um ano antes. A versão americana teve que contar com um para-choques traseiro maior, tendo em vista que as leis de segurança norte-americanas exigiam uma barra de metal traseira em caso de colisão.
Muitos Evolutions VIII tinham spoiler de fibra de carbono. A versão básica RS não tinha vidros, travas e espelhos elétricos, sistema de som, asa traseira ou ABS. Todos os RS dos Estados Unidos tinham sistema de ar condicionado.
- 0 a 100 km/h: 5,1 s (versão menos potente, de 280 cv) 3,5 s (versão mais potente, de 411 cavalos)[11]
- Torque: 40,0 kgf.m @ 3 500 rpm
- Suspensão: dianteira: MacPherson invertida, alumínio forjado com braços de controle inferiores, barra estabilizadora, cinta torre de frente traseira: alumínio forjado multi-link, barra estabilizadora
- Versões: GSR/RS/SSL/MR
- Cilindrada: 1 997 cc
- Compressão: 8,8:1
- Potência: 280 cv @ 6 500 rpm no modelo menos potente; 411 cv no modelo mais potente (FQ400)
- Velocidade máxima: Limitado a 180 km/h nos modelos japoneses; 282 km/h no modelo FQ400
- Pneus: 235/45 R17 - 205/50 R16
- Tração: Integral 4WD com centro unidade de acoplamento viscoso e Active Center Differential
- Suspensão: Dianteira: MacPherson com amortecedor invertido, barra estabilizadora e braços de alumínio Traseira: Multi-link com montagens tipo Pillowball, barra estabilizadora e braços de alumínio forjado
- Freios: Frontais: Discos Brembo 320mm ventilados com 4 pistões e ABS ou Discos 294mm ventilados com 2 pistões e ABS Traseiros: Discos Brembo 300mm ventilados com 1 pistão ou Discos 284mm ventilados com 1 pistão

### Relação de marchas
| Marcha  | 1           | 2           | 3           | 4           | 5           | 6       | Final | Ré          |
| ------- | ----------- | ----------- | ----------- | ----------- | ----------- | ------- | ----- | ----------- |
| Relação | 2,909/2,785 | 1,944/1,950 | 1,434/1,444 | 1,100/1,096 | 0,868/0,825 | 0,693/- | 2,707 | 4,583/4,529 |

## Lancer Evolution IX
Em março de 2005, a Mitsubishi revelou o Lancer Evolution IX no Salão do Automóvel de Genebra, lançado no mercado europeu no mesmo dia. O motor tem tecnologia MIVEC (controle de comando de válvulas variável) e agora produz 291 cv. Pequenas modificações no turbocompressor de titânio foram feitas, a suspensão foi reforçada, a caixa manual de 6 velocidades foi revista e o torque subiu para 40,8 kgf.m a 3 000 rpm. Seu desenho exterior não sofreu grandes modificações. A principal modificação foi o para-choque frontal, agora contando com dois dutos para resfriamento das mangueiras do intercooler.
Apesar da versão RS ser 27 kg mais leve, é tão rápida quanto a versão MR (0-100 km/h em 4,2 segundos) já que a versão RS não é equipada com spoiler para aumento de downforce. O modelo RS foi produzido para equipes de corrida que queriam um carro como base, por isso esse modelo é desprovido de equipamentos de conforto que aumentam o preço e são desnecessários para essas equipes.
A versão MR do IX tem os mesmos equipamentos que a versão MR do VIII, como amortecedores Bilstein, freios Brembo, bancos Recaro, volante Momo e teto de alumínio.
As versões americanas do Evolution IX não vieram com a tecnologia AYC, mas a ACD ainda estava presente. O motorista pode escolher por 3 modos diferentes: "Asfalto", "Cascalho" e "Neve", opções que mudam o comportamento do diferencial e bloqueiam o mesmo quando necessário. Apesar da crença popular, esses modos não alteram a divisão do torque, que é sempre 50:50 indiferentemente do modo ativado. Nas corridas, esse modelo não é equipado nem com AYD e nem com ACD, pois acredita-se que os melhores tempos são alcançados pela habilidade do piloto, e não com assistência eletrônica. O modo "Asfalto" serve para ser usado em pista seca e pavimentada. Neste modo, a ACD vai permitir que o diferencial central entre em um estado livre ao detectar uma mudança de direção. Além disso, este modo proporciona o maior torque do diferencial entre os três.
Uma das principais mudanças em relação ao modelo anterior foi a troca da tecnologia de mudança do comando de válvulas, o que melhorou drasticamente o consumo de combustível. O sistema MIVEC é muito similar ao sistema i-VTEC da Honda. A principal diferença é que, no sistema MIVEC, o empuxo da válvula não é alterado.
Três versões diferentes estavam disponíveis no Japão, Ásia, Estados Unidos e Europa. Todos os modelos tinham os 291 cv, apesar do torque ser diferente: 40,8 kgf.m na versão GSR e 41,5 kgf.m nas versões RS e GT.
- RS - "Rally Sport" com transmissão manual de 5 velocidades, teto de alumínio, LSD e turbocompressor de titânio
- MR RS - O mesmo que a RS, só que com transmissão manual de 6 velocidades
- GT - Mecanicamente igual ao RS, porém com alguns itens do GSR
- GSR - Transmissão de 5 velocidades, amortecedor Bilstein, teto de alumínio e SAYC
- MR GSR - O mesmo que o GSR, só que com transmissão de 6 velocidades e rodas BBS de 17 polegadas

No Reino Unido, as versões são vendidas com motorização e nomes diferentes, com base na potência do carro. Inicialmente, 3 modelos estavam disponíveis: FQ-300, FQ-320 e FQ-340, com 300, 320 e 340 cavalos, respectivamente. O FQ-360 foi lançado posteriormente como um modelo limitado (200 unidades), substituto do Evolution VIII FQ400. Embora produza menos potência que o anterior, ele produz mais torque (50,1 kgf.m) a 3 200 rpm.
A Mitsubishi também divulgou uma rara versão Evolution IX SW de modelo GT, GT-A e MR. Todas as variantes tinham opções de uma caixa manual de 6 velocidades ou uma automática de 5 velocidades. Foi vendido apenas no Japão e importado para outros países pelo mercado cinza. Somente 2.500 SW foram produzidos.
- Cilindrada: 1 997 cc
- Compressão: 8,8:1
- Pneus: 235/45 R17 - 205/50 R16
- Tração: Integral 4WD com centro unidade de acoplamento viscoso e Active Center Differential
- Suspensão: Dianteira: MacPherson com amortecedor invertido, barra estabilizadora e braços de alumínio forjado com controle inferiores. Traseira: Multi-link com montagens tipo Pillowball, barra estabilizadora e braços de alumínio forjado.
- Freios: Frontais: Discos Brembo 320mm ventilados com 4 pistões e ABS ou Discos 294mm ventilados com 2 pistões e ABS Traseiros: Discos Brembo 300mm ventilados com 1 pistão ou Discos 284mm ventilados com 1 pistão

### Relação de marchas
| Marcha  | 1           | 2           | 3           | 4           | 5           | 6       | Final | Ré          |
| ------- | ----------- | ----------- | ----------- | ----------- | ----------- | ------- | ----- | ----------- |
| Relação | 2,909/2,785 | 1,944/1,950 | 1,434/1,444 | 1,100/1,096 | 0,868/0,825 | 0,693/- | 2,707 | 4,583/4,529 |

## Lancer Evolution X
A Mitsubishi lançou em janeiro de 2007 a décima geração do Lancer Evolution. Este agora conta com novo motor 4B11T 2.0L (1 998 cc) turbo construído totalmente em alumínio. A potência e o torque dependem muito do mercado, mas todas as versões contam com 280 cv ou mais.
Nos Estados Unidos, conta com duas versões diferentes. A MR, com transmissão semiautomática TC-SST de seis velocidades e dupla embreagem e a GSR, com transmissão manual de cinco velocidades. O carro também conta com um sistema de tração integral novo, chamado S-AWC (Super All Wheel Control) que controla o envio de torque, potência e frenagem de maneira individual às rodas.
Também conta com a nova transmissão de dupla embreagem e seis velocidades da Mitsubishi com trocas por botões atrás do volante (paddle shifters), airbags frontais, laterais, de cortina e para o joelho do motorista. Os faróis são de regulagem automática, dependendo do ângulo de esterçamento das rodas e da velocidade do veículo. A qualidade do interior, da condução e dos níveis de ruído tiveram melhoras.

### Modelos japoneses
O Evolution X pode acelerar de 0-100 km/h em 4,5 segundos. Foi lançado com 280 cv a 6 500 rpm e 43 kgf.m a 3500 rpm. Porém, o acordo dos 280 cavalos no Japão foi revogado, o que permitiu com que a potência subisse para 300 cavalos no começo de 2009.
O modelo RS conta com transmissão manual de cinco velocidades. O modelo GSR tem transmissão de cinco e de seis velocidades, essa última semiautomática de dupla embreagem, além de tela LCD e entrada remota como opcional.
Uma última versão, Final Edition, será produzida de maneira limitada (1 000 unidades), equipada somente com transmissão manual de 5 velocidades, com bancos Recaro, rodas BBS de 18 polegadas, suspensão Bilstein e Eibach, freios Brembro, além dos logos "Final Edition".

### Modelos norte-americanos
O motor produz 295 cavalos a 6 500 rpm e 41,5 kgf.m de torque a 4 400 rpm. A versão GSR foi vendida apenas com transmissão manual de 5 velocidades (basicamente igual o GSR japonês). A versão MR conta com a transmissão de seis velocidades, faróis HID, bancos de couro e sistema com comando de voz. A versão Special Action Model (SAM) exclusiva para o mercado norte americano, marcará o fim da produção do Lancer Evolution e será limitada a 2 500 unidades.

### Modelos do Reino Unido
Os modelos inicialmente disponíveis são: FQ-300, FQ-330 e FQ-360, com 300, 329 e 359 cavalos, respectivamente. Uma versão mais exclusiva (FQ-400) de 410 cavalos foi produzida. Vai de 0 a 100 km/h em 3,8 segundos e tem velocidade máxima limitada a 250 km/h. 100 unidades foram feitas.
Em 2014, uma versão especial (FQ-440 MR) de 450 cavalos foi produzida. Com 225 cavalos por litro, esse modelo tem a maior potência por litro já vista em um carro de produção, assim como o motor quatro cilindros mais potente do mundo. Foram produzidas apenas 49 unidades.

### Modelos brasileiros
Lançado em 2008 no Brasil, o modelo GSR está disponível apenas com transmissão semiautomática de dupla embreagem e seis velocidades, além 295 cavalos. Além desse modelo, uma versão exclusiva, chamada de John Easton Edition, especialmente criada para o mercado brasileiro, conta com motor de 360 cavalos e 48,5 kgf.m. A borda da grade frontal vermelha é exclusiva desse modelo, limitado a 100 unidades numeradas. Essa versão marca o fim da produção do Mitsubishi Lancer Evolution.

### Modelos da Oceania
Foi vendido nas versões GSR e MR. Além disso, conta com uma versão exclusiva, a Bathurst Edition, que tem 336 cavalos e 44,4 kgf.m de torque, de apenas 100 unidades.

### Especificações
- Compressão: 9,0:1
- Pneus: 235/45 R17 - 205/50 R16
- Tração: Integral 4WD com centro unidade de acoplamento viscoso e S-AWC
- Suspensão: Dianteira: MacPherson com amortecedor invertido, barra estabilizadora e braços de alumínio Traseira: Multi-link com montagens tipo Pillowball, barra estabilizadora e braços de alumínio forjado
- Freios: Frontais: Discos Brembo 320mm ventilados com 4 pistões Traseiros: Discos Brembo 300mm ventilados com 1 pistão

## Futuro
Em março de 2011, rumores sobre a descontinuação do Lancer Evolution começaram quando o jornalista Matt Prior da revista AutoCar UK escreveu em sua entrevista com Gayu Eusegi (diretor global de produção da Mitsubishi) e citou-o: 'O Lancer Evolution X, Eusegi disse, será o último dos Evos. "Ainda há uma demanda [pelo carro]", ele disse, "mas nós devemos parar"'. Isso criou uma grande discussão na Internet.
A Mitsubishi Motors viria a afirmar posteriormente que "na sequência de alguns comentários publicados na imprensa recentemente, a produção do Lancer Evolution atual continuará como planejado. Quanto ao seu sucessor, os regulamentos e o mercado ditará seu projeto e arquitetura de engenharia. Fique atento." Especialistas especularam que o nome Evolution continuaria, porém seria provável que o modelo mudasse para um mercado mais ambientalista (talvez híbrido ou elétrico) em consequência das leis de emissões cada vez mais rigorosas.
A revista AutoCar UK posteriormente confirmou as especulações dos especialistas. Notícias mais recentes mostraram que a Mitsubishi estava trabalhando no conceito PX-MiEV, e que os motores elétricos trabalhariam como um "turbo" no próximo Evolution. A Mitsubishi ainda afirmou que a versão mais "verde" do Evolution seria tão ou mais rápida que a anterior.
Em outubro de 2011, o presidente da Mitsubishi Motors, Osamu Masuko, confirmou que o trabalho do Lancer Evolution iria ser iniciado em 2012, e que as vendas iriam iniciar nos três próximos anos. Também afirmou que o veículo iria contar com um motor elétrico em uma plataforma híbrida, mantendo a performance de 0-100 abaixo dos cinco segundos enquanto diminuiria as emissões de CO2. De acordo com o mesmo, a próxima geração seria notavelmente menor do que a última versão.
No final de março de 2014, o porta-voz da Mitsubishi, Namie Koketsu, emitiu um comunicado afirmando que "a Mitsubishi Motors não tem quaisquer planos para projetar um sucessor como um modelo sedan de alto desempenho, de tração nas quatro rodas e alimentado a gasolina. A Mitsubishi Motors irá explorar as possibilidades de criar um modelo de alto desempenho que incorpore a tecnologia de veículos elétricos.", marcando a saída de Mitsubishi no segmento de veículos de alto desempenho.

## Descontinuação
A Mitsubishi afirmou que o Lancer Evolution será descontinuado no final de 2015, e que a montadora optou por se concentrar em veículos que incorporam a tecnologia elétrica. Uma última variante, "Final Edition", foi oferecida com emblemas e número de produção especiais. 

## Automobilismo
O Mitsubishi Lancer Evolution é o único entre os competidores do Campeonato Mundial de Rali que foi homologado inicialmente para o Grupo A e levemente adaptado para poder concorrer competitivamente no recém-formado WRC em 1997. A Mitsubishi continuou a aderir aos regulamentos do grupo A até o Rali de San Remo de 2001. Os Lancer Evolutions foram bem-sucedidos em ralis do WRC a partir de 1996, principalmente nas mãos de piloto finlandês Tommi Mäkinen, conquistando títulos em quatro temporadas consecutivas, de 1996 a 1999 (em Evolutions III, IV, V, e VI), e com a ajuda do companheiro de equipe Richard Burns em conquistar o campeonato de construtores pela primeira e única vez em 1998. Os Evolutions foram substituídos em 2001 pelo nome "Lancer Evolution WRC", que foi dirigido por Mäkinen, Freddy Loix, Alister McRae e François Delecour, até a Mitsubishi tirar uma licença em 2002. Depois, foi sucedido pelo Lancer WRC em 2004. A Mitsubishi abandonou o Campeonato Mundial de Rali após a temporada de 2005. No entanto, o Lancer WRC05 continuou sendo dirigido, só que sem o apoio financeiro da montadora.
O Lancer Evolution VIII foi usado na Stock Car Brasil de 2005 a 2008, com Cacá Bueno vencendo a série duas vezes em 2006 e 2007.
O Lancer Evolution X ganhou o campeonato de fabricantes australianos em 2009 e em 2011.